# 中華民國江西省軍政府
中華民國江西省軍政府是武昌起義成功後、1911年10月23日於江西成立的革命軍政府，武裝力量是九江新軍、南昌新軍。

## 歷史
宣統三年（1911年）10月10日，武昌起義成功後，江西的九江新軍於10月23日響應起義，並宣布獨立。10月31日，南昌新軍起義，宣告獨立；11月1日，建立江西省軍政府。吴介璋被推舉为都督，后由彭程万、馬毓寶接替。11月，三路、鄱陽、贛州以及萍鄉先後起義，成立都督府。民國元年（1912年）1月，中華民國成立，江西省成為中華民國中的一省。李烈鈞任江西都督，裁九江軍政分府，由江西都督府掌管全省軍政大權。

## 國旗
辛亥革命時期，各省革命軍使用的旗幟並不一致。其中，廣東省與廣西、福建、雲南及貴州省沿襲同盟會傳統，使用青天白日旗。陳炯明在惠州舉兵時曾採用藍白井字旗，會師廣州後，未再使用。
然而與此同時，其他省份之革命軍所使用的旗幟不盡相同。湖北、湖南、江西省跟隨共進會使用鐵血十八星旗，代表十八行省；江蘇省、浙江省、安徽省的中国同盟会則使用五色旗，以代表五族共和。
後來，中華民國於民國元年（1912年）1月1日在南京肇建，1月2日起各省都督府代表聯合會代行中華民國臨時參議院職權。1月10日，各省都督府代表聯合會決議以五色旗作為中華民國國旗，取紅、黃、藍、白、黑五色，代表漢、滿、蒙、回、藏五族共和之意；定铁血十八星旗為陸軍旗，青天白日紅旗為海軍旗，請孫中山頒行全國:16:10。
- 鐵血十八星旗，除湖北以外湖南、江西省共進會使用。日後成為中華民國陸軍旗。
- 五色旗，江蘇、浙江、安徽省的同盟會使用。日後成為中華民國國旗。
- 青天白日旗，廣東、廣西、福建、雲南、貴州省同盟會使用。
- 红橙旗，长沙光复后曾使用[4]
- 八卦太极旗，山西光复后用旗
- 中字旗，昆明重九起义胜利后使用
- “漢”字黃旗，雲南箇旧辛亥光復後使用
- 白旗，浙江各地光复时使用[5]
- 人字旗，安徽安庆韩衍为青年军设计[6]
- 井字旗，广东陈炯明领导的循军使用[7]
- 大漢旗，大漢四川軍政府使用
- 九星向日旗，武漢、上海、蘇州、南京等地採用
- 九星太極旗，武昌等地採用

## 外交關係

### 與中華民國湖北軍政府的關係
11月7日，為聯絡革命聲勢、統一鬥爭，中華民國軍政府鄂軍都督府都督黎元洪致電贛省在內的獨立各省，徵詢組織中華民國臨時政府的意見，9日，黎元洪再次通電贛省軍政府在內的各省都督府，請迅速派代表到武漢，商議組織臨時政府問題。